# トラックマン
トラックマンは、競馬新聞の記者の総称である。TMと略されることもある。

## 解説
トラックマンの主な仕事は、競走馬に関する情報を収集し、収集した情報および自らの予想を競馬新聞において読者に伝えることにある。
具体的には、トレーニングセンターや競馬場において行われる調教をみて競走馬の体調を確認（このとき、調教コースにおける競走馬の走破タイムを計時する者をウォッチマンという）する「時計班」と、競走馬の関係者（おもに調教師、騎手、調教助手、厩務員。ときには馬主や競走馬の生産者も含まれる）に取材し、またレース終了後にもレースに出走した競走馬の関係者への取材をそれぞれの担当厩舎別に行う「想定班」の2種類に分かれていて、トラックマンは時計班か想定班のどちらかに所属することになり、1人のトラックマンが時計班と想定班を兼務することは原則としてないが、配置転換で時計班→想定班、もしくはその逆になることはある。新人が入社後すぐにトレセン取材や予想を行うのは非常に稀で、通常は2-3年ほど編集業務に携わってから、段々とトレセン取材や予想ができるようになる。ただし、中には現場に出ずにずっと編集業務のままの者もいる。
予想については、出走馬が確定する時点で予想の概要を決定し、枠順が発表されるレース前日に週末の天気予報や主催者による枠順発表を踏まえて微調整を行い、最終的な予想を決定する。
トラックマンは必ずしも所属する会社の正社員とは限らず、契約社員やフリーランスとして契約を結び活動するものも多い。それらの契約記者の場合、正社員に比べ給料が低いなど雇用条件で不利な状況に置かれるものも少なくない。2007年の馬インフルエンザ騒動においては、それら契約記者との間の契約の中に「競馬が開催されない場合は給料をカットする」条項を設けている会社が複数存在することが判明し話題となった。
そのためトラックマンの中には、収入をカバーするため兼業で競馬評論家や騎乗依頼仲介者を兼任するものもいる。競馬評論家については「時計班」・「想定班」のどちらのトラックマンもいるが、騎乗依頼仲介者については厩舎や騎手との日頃からの人間関係が非常に重要でものをいう仕事柄、「想定班」のトラックマンのみが行う。
尚、スポーツ新聞の競馬担当記者はトラックマンではなく、単に「競馬記者」と呼ばれる。スポーツ新聞の競馬記者の仕事内容は想定班のトラックマンに近いが、主にその週のメインレースに出走する馬や注目されている馬を中心に取材し、記事にするのが仕事となる。そのため、スポーツ新聞の競馬欄は重賞・特別レースの情報においては競馬新聞とそれほど遜色ないものの、重賞・特別レース以外の平場のレースにおいては競馬新聞と比較すると俄然情報量が少なくなる傾向にある。ただし、金・土曜のみ発行の競馬新聞と異なりスポーツ新聞は毎日発行されるため、有力馬の情報についてはほぼ毎日情報を伝えることが出来、また日曜のメインレース後の関係者の談話や競馬記者のレース分析等が月曜発行のスポーツ新聞に掲載することができるため、これらに関してはスポーツ新聞が競馬新聞よりも優位な点であると言える。
また、競馬新聞のトラックマンは当然のことながら、競馬の仕事に携わりたい者が入社し、その競馬新聞社を退社（定年も含まれる）するか、または会社自体がなくならない限りは生涯トラックマンとして従事することが出来るが、スポーツ新聞の競馬記者は状況が異なり、スポーツ新聞社に入社したからといって、競馬の仕事に携わりたい気持ちがあっても必ずしも競馬記者の仕事に携わることが出来るとは限らず、また、突然の人事異動により、競馬記者から違うスポーツや芸能担当記者に配置換えという可能性も常に起こりうる。更に、競馬の仕事に興味がなかった者が、新聞社の都合により競馬記者に配置される場合もある。